# 6379 Vrba
6379 Vrba là một tiểu hành tinh vành đai chính với chu kỳ quỹ đạo là 1884.5199667 ngày (5.16 năm).
Nó được phát hiện ngày 15 tháng 11 năm 1987.